# Antonio Mantegazza

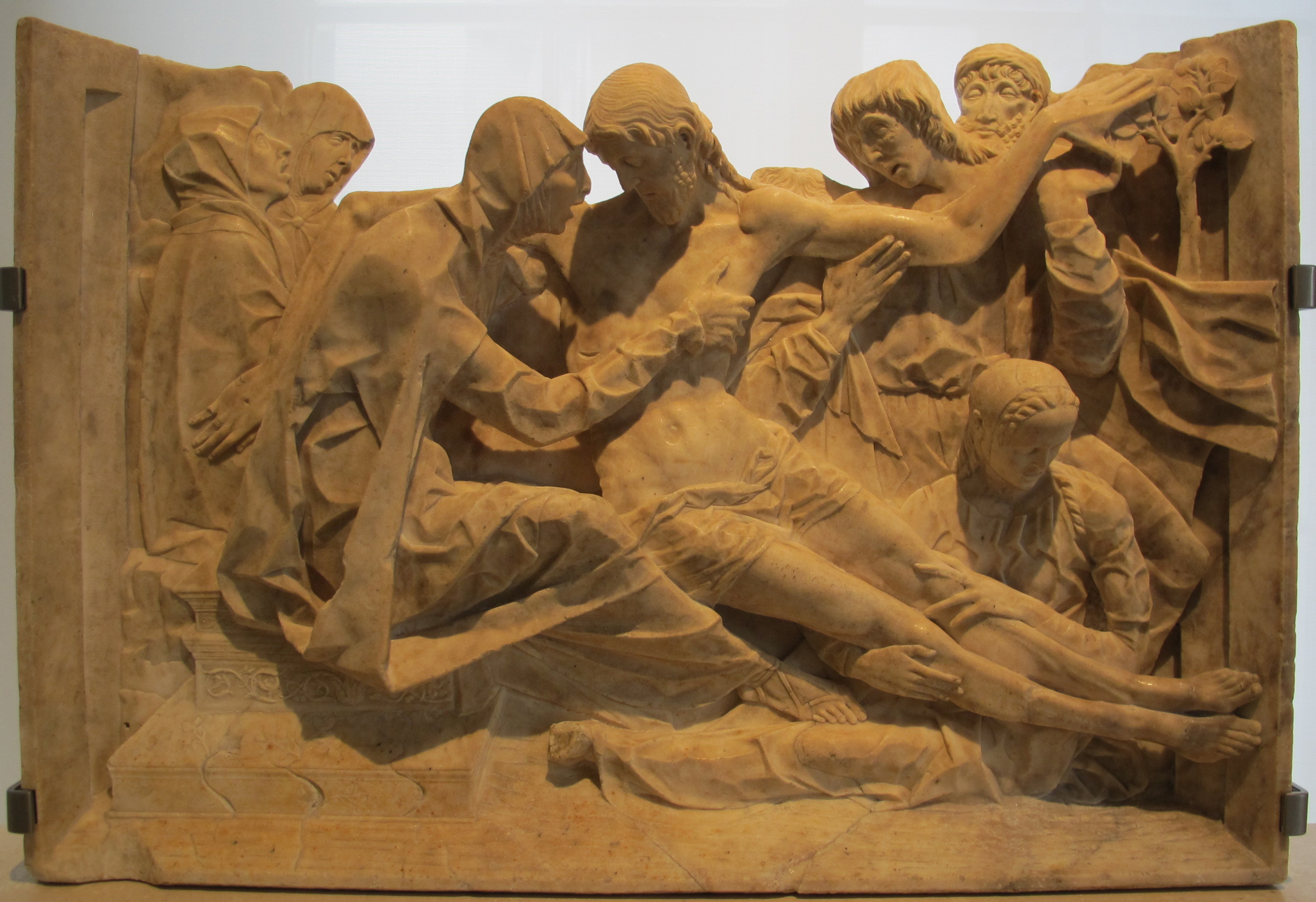
Cristoforo o Antonio Mantegazza, Compianto (1475-80 ca.), Victoria and Albert Museum.

Antonio Mantegazza (Pavia, verso il 1440 – 1495) è stato uno scultore italiano.

## Biografia
Esponente di una famiglia milanese molto attiva in ambito artistico, nella specie in oreficeria e scultura. Con il fratello Cristoforo si dedicò a quest'ultima, operando principalmente nell'ambito del Ducato di Milano su commissione ecclesiale o dei Duchi Sforza.
Nota è la sua attività di scultore per la Certosa di Pavia, attestata a partire dal 1463 assieme al citato Cristoforo. Essi si occuparono soprattutto dei chiostri e della facciata. L'ampia attività della bottega dei due fratelli, a partire dagli anni Settanta è testimoniata da un notevole numero di apprendisti, impegnati nella scultura lapidea, nell'intaglio ligneo, nella modellazione in terracotta e nel disegno. Scolpì un'ancona marmorea per la chiesa conventuale di Santa Maria Assunta in Campomorto, a Siziano. A seguito della morte del fratello, nel 1479, continuò a lavorare alle sculture della facciata della Certosa fino alla morte, in collaborazione con Giovanni Antonio Amadeo e il Tamagnino. Morì nel 1495.

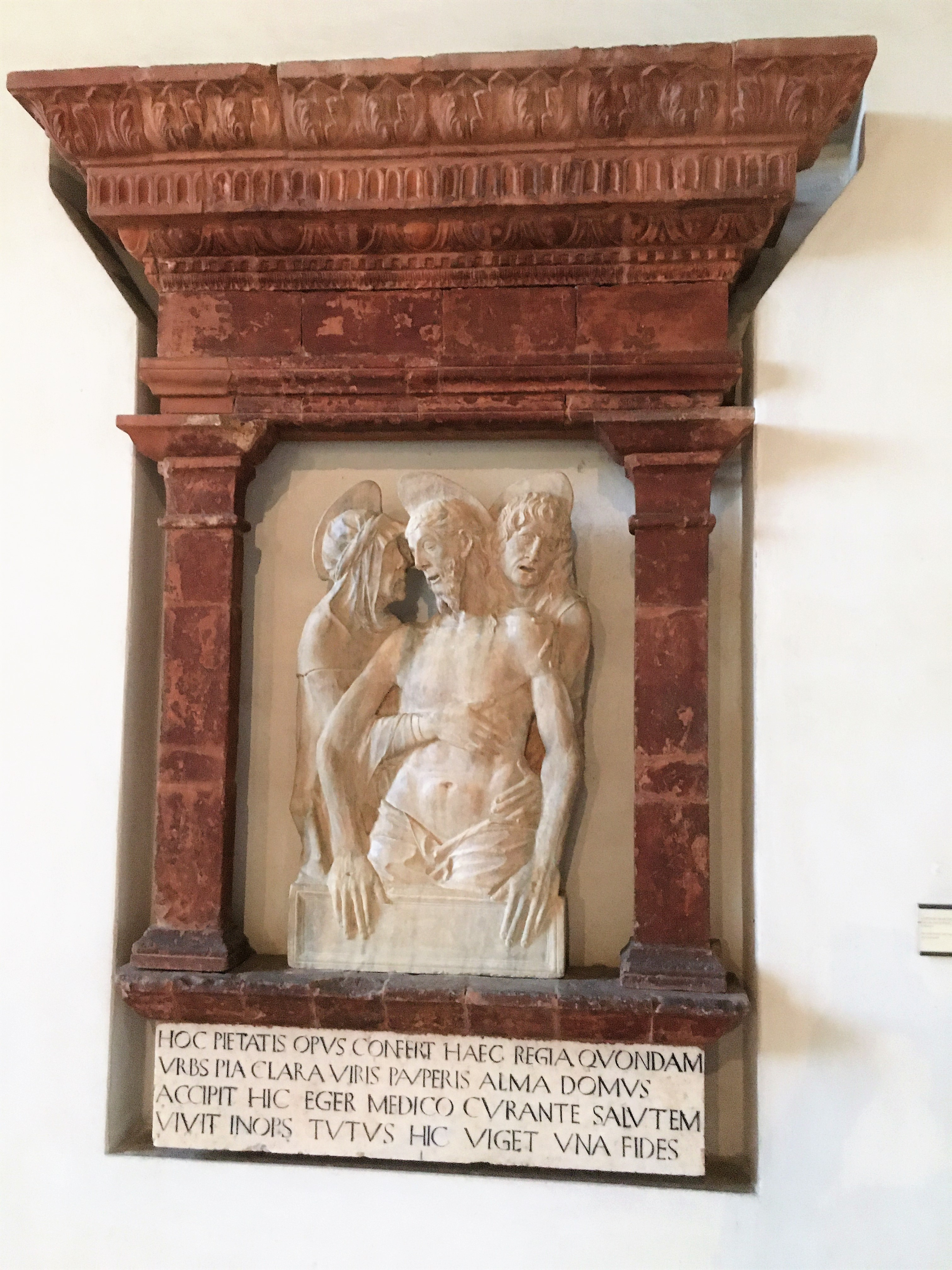
Cristo in pietà, Musei Civici di Pavia.

Gli sono stati attribuiti, benché la critica non sia unanime, le seguenti opere, quasi tutte realizzate per la Certosa:
- i rilievi del Vecchio Testamento nella parte superiore della facciata[2];
- i grandi rilievi del Nuovo Testamento nella parte sinistra della facciata;
- due pale marmoree con l'Adorazione dei magi e il Compianto sul Cristo deposto, nei capitoli dei padri e dei fratelli;
- la lunetta con la Pietà del portale di accesso al chiostro piccolo;
- i rilievi della porta del lavatoio;
- i rilievi superstiti della facciata di Santa Maria presso San Satiro a Milano, ora nei Musei d'arte antica del Castello Sforzesco;
- la Pietà del Victoria and Albert Museum di Londra[3];
- Cristo in pietà, Musei Civici di Pavia, proviene da un muro esterno del vecchio Ospedale San Matteo[4];
- Vergine e san Giovanni inginocchiati, Parigi, Louvre[5].